# Viervlekrietklimmer
De viervlekrietklimmer (Demetrias imperialis) is een keversoort uit de familie loopkevers (Carabidae). De wetenschappelijke naam van de soort werd in 1824 gepubliceerd door Ernst Friedrich Germar.